# 西山大希
西山 大希（にしやま だいき、1990年11月20日 - ）は、広島県東広島市出身の日本の柔道家。階級は100kg級。身長179cm。得意技は大外刈。73kg級の西山雄希は弟にあたる。2013年から新日鉄住金に所属している。

## 人物
柔道は7歳の時に始めた。東広島市立西条中学の頃から全国レベルで活躍して、桐蔭学園高等学校2年の時にインターハイで3位になり、3年の時には2位となった。筑波大学に進学後、全日本ジュニアを制して世界ジュニアでは3位となった。さらにシニアの大会である講道館杯でも3位となった。
その後、グランドスラム・東京では、初戦で世界チャンピオンの李奎遠を破るも、決勝では高校、大学の先輩である小野卓志に敗れて2位に終わった。
2010年には、ワールドカップ・ウィーンでシニアの国際大会初優勝を果たした。選抜体重別では、決勝で小野に一本負けするものの、世界選手権代表に選出された。2010年9月に東京で開催された世界柔道選手権大会90kg級では決勝まで勝ち上がるも、ギリシャのイリアス・イリアディスに敗れて銀メダルに終わった。
2011年にはグランドスラム・パリとワールドカップ・ブダペストで国際大会2連勝を成し遂げて世界選手権代表に選ばれた。世界選手権では準決勝で小野を破ったが、決勝でイリアディスと再戦するもまたもや一本負けを喫して、2年連続の銀メダルに終わった。
2012年5月の体重別では準決勝で千葉県警の加藤博剛に小内巻込で一本負けを喫してロンドンオリンピック代表には選出されなかった。
8月には練習中に前十字靱帯を断裂して、復帰までに約1年かかることになった。また、ロンドンオリンピックの柔道競技に関する感想を尋ねられると、｢自分が出ていたら、勝ってたなって思いました｣とも述べた。
2013年11月には復帰戦となる講道館杯に出場するが、3位にとどまった。2014年の選抜体重別では初戦で敗れたものの、6月には世界団体のメンバーに追加で選出された。また、グランプリ・ブダペストでは優勝した。8月の世界団体では優勝メンバーの一員として名を連ねることになった。11月の講道館杯では男子90kg級で初優勝を飾り、前日に73kg級を制した弟の雄希とともに兄弟優勝を果たすこととなった。12月のグランドスラム・東京では決勝で韓国の郭同韓に敗れて2位に終わった。2015年2月のグランプリ・デュッセルドルフでは郭を技ありで破って3位になった。4月の体重別では準決勝で旭化成の吉田優也に内股で敗れて世界選手権代表には選ばれなかった。5月のアジア柔道選手権大会では郭に背負投で敗れて2位だったが、団体戦では優勝を飾った。12月のグランドスラム・東京では3位にとどまった。
2016年2月のグランドスラム・パリでは準々決勝で世界チャンピオンとなった郭を有効で破るなどして決勝まで進むと、地元フランスのアレクサンドル・イディーを上四方固で破って、今大会5年ぶり2度目の優勝を飾った。4月の選抜体重別では決勝で東海大学4年のベイカー茉秋を指導1で破って今大会初優勝を飾ったものの、リオデジャネイロオリンピック代表には選出されなかった。12月のグランドスラム・東京では3位だった。
2017年2月のグランプリ・デュッセルドルフでは準々決勝で地元ドイツの選手に敗れるなどして3位だった。4月の体重別では初戦で敗れた。その後階級を100kg級に上げると、8月の実業個人選手権決勝では綜合警備保障の熊代佑輔を技ありで破って優勝した。11月の講道館杯では準決勝で国士舘大学1年の飯田健太郎に大外返で敗れて3位だった。グランドスラム・東京では3回戦でトマ・ニキフォロフに小外掛で敗れた。
2018年4月の体重別では決勝で綜合警備保障の熊代佑輔に反則勝ちして、2年前の90kg級に続いて今大会2度目の優勝を飾った。続く全日本選手権では3回戦でJRAの影浦心にGS含めて8分近い戦いの末に反則勝ちするも、準々決勝で過去5戦5敗の加藤博剛に送襟絞で敗れて5位だった。5月のグランプリ・フフホトでは準々決勝でエストニアのグリゴリ・ミナシュキンに袖釣込腰で敗れるも、その後敗者復活戦を勝ち上がって3位になった。11月の講道館杯では3位だった。
2019年9月の実業個人選手権には100kg超級に出場すると、決勝で熊代に敗れて2位だった。11月の講道館杯では従来の100kg級に出場すると、決勝で旭化成の羽賀龍之介に反則負けして2位だった。グランドスラム・大阪では準々決勝でウズベキスタンのムハマドカリム・フラモフに背負投で敗れると、敗者復活戦でもヨーロッパチャンピオンであるロシアのアルマン・アダミアンに小外刈で敗れて7位に終わった。
2020年11月の講道館杯では決勝で飯田に燕返しで敗れて2位だった。
2021年10月には現役引退を表明した。今後は柔道ジュニア日本代表チームのコーチを務めることになった。

## 戦績
90kg級での戦績
- 2005年 -　全国中学校柔道大会  3位
- 2007年 -　インターハイ 3位
- 2008年 -　インターハイ 2位
- 2009年 -　ドイツジュニア国際 優勝
- 2009年 -　全日本ジュニア 優勝
- 2009年 -　世界ジュニア 3位
- 2009年 -　講道館杯 3位
- 2009年 -　グランドスラム・東京 2位
- 2010年 -　ワールドカップ・ウィーン 優勝
- 2010年 -　選抜体重別 2位
- 2010年 -　グランドスラム・リオデジャネイロ 3位
- 2010年 -　グランドスラム・モスクワ 2位
- 2010年 -　世界柔道選手権大会 2位
- 2010年 -　講道館杯 5位
- 2011年 -　グランドスラム・パリ 優勝
- 2011年 -　ワールドカップ・ブダペスト 優勝
- 2011年 -　アジア柔道選手権大会 個人戦 団体戦 ともに2位
- 2011年 -　全日本柔道選手権大会 5位
- 2011年 -　グランドスラム・モスクワ 2位
- 2011年 -　世界柔道選手権大会 2位
- 2011年 -　世界団体 3位
- 2011年 -　講道館杯 3位
- 2012年 -　ワールドマスターズ 5位
- 2012年 -　ワールドカップ・プラハ 優勝
- 2012年 -　選抜体重別 3位
- 2013年 -　講道館杯 3位
- 2013年 -　グランドスラム・東京 3位
- 2014年 -　グランプリ・デュッセルドルフ 3位
- 2014年 -　グランプリ・ブダペスト 優勝
- 2014年 -　世界団体 優勝
- 2014年 -　講道館杯 優勝
- 2014年 -　グランドスラム・東京 2位
- 2015年 -　グランプリ・デュッセルドルフ 3位
- 2015年 -　選抜体重別 3位
- 2015年 -　アジア柔道選手権大会 個人戦 2位 団体戦 優勝
- 2015年 -　グランドスラム・東京 3位
- 2016年 -　グランドスラム・パリ 優勝
- 2016年 -　選抜体重別 優勝
- 2016年 -　グランドスラム・バクー 7位
- 2016年 -　国体 成年男子の部 優勝
- 2016年 -　講道館杯 5位
- 2016年 -　グランドスラム・東京 3位
- 2017年 -　グランプリ・デュッセルドルフ 3位

100kg級での戦績
- 2017年　- 実業個人選手権 優勝
- 2017年 -　講道館杯 3位
- 2018年 -　選抜体重別 優勝
- 2018年 -　全日本選手権 5位
- 2018年 -　グランプリ・フフホト 3位
- 2018年 -　実業団体 2位
- 2018年 -　講道館杯 3位
- 2019年 - 実業個人選手権 2位（100kg超級）
- 2019年 -　講道館杯 2位
- 2019年 - グランドスラム・大阪 7位
- 2020年 -　講道館杯 2位
- 2021年 -　体重別 3位
- 2022年 -　実業団体 2部 優勝

（出典、JudoInside.com）